# Diếp cá suối
Gymnotheca chinensis là một loài thực vật có hoa trong họ Saururaceae. Loài này được Decne. mô tả khoa học đầu tiên năm 1845.